# 시트로엥 C4
시트로엥 C4는 스텔란티스의 계열사 시트로엥의 자동차 모델로, 1세대 생산은 2004년 9월에 시작되었다. 2020년 6월, 3세대 C4가 출시되었다. 전통적인 C세그먼트 해치백세단 바디 스타일이 아닌 쿠페 SUV 형태로 출시되었다.

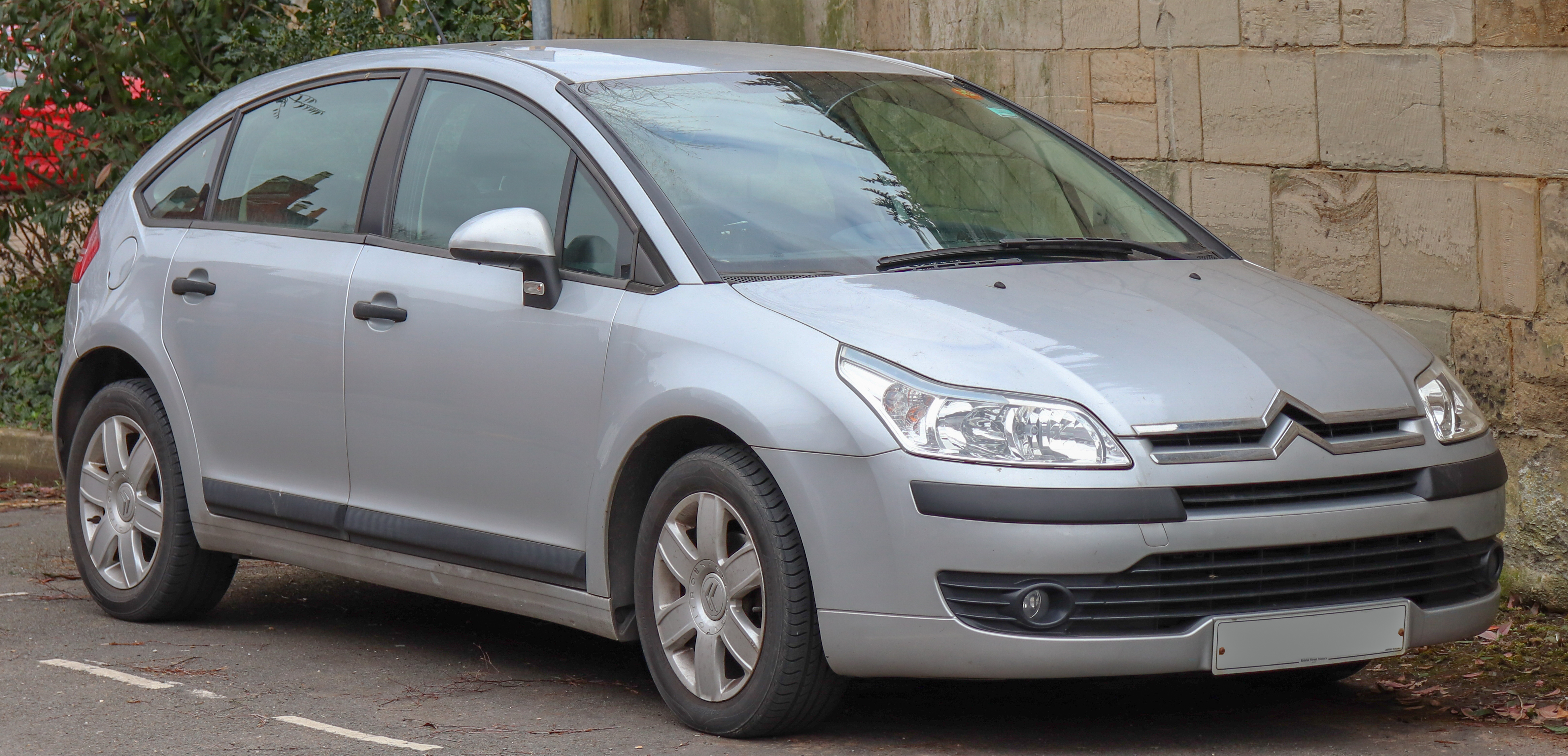
1세대
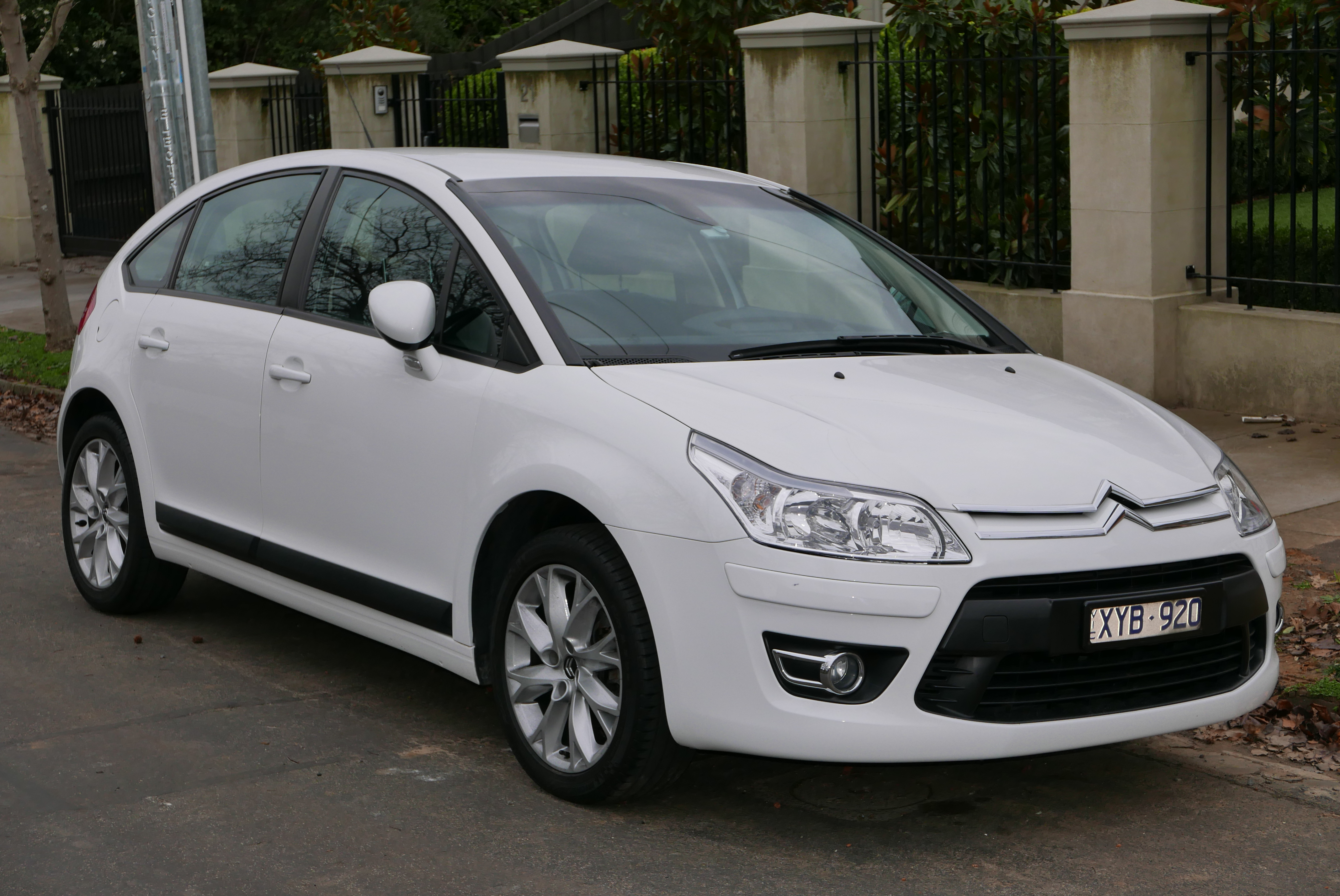
1세대 부분변경
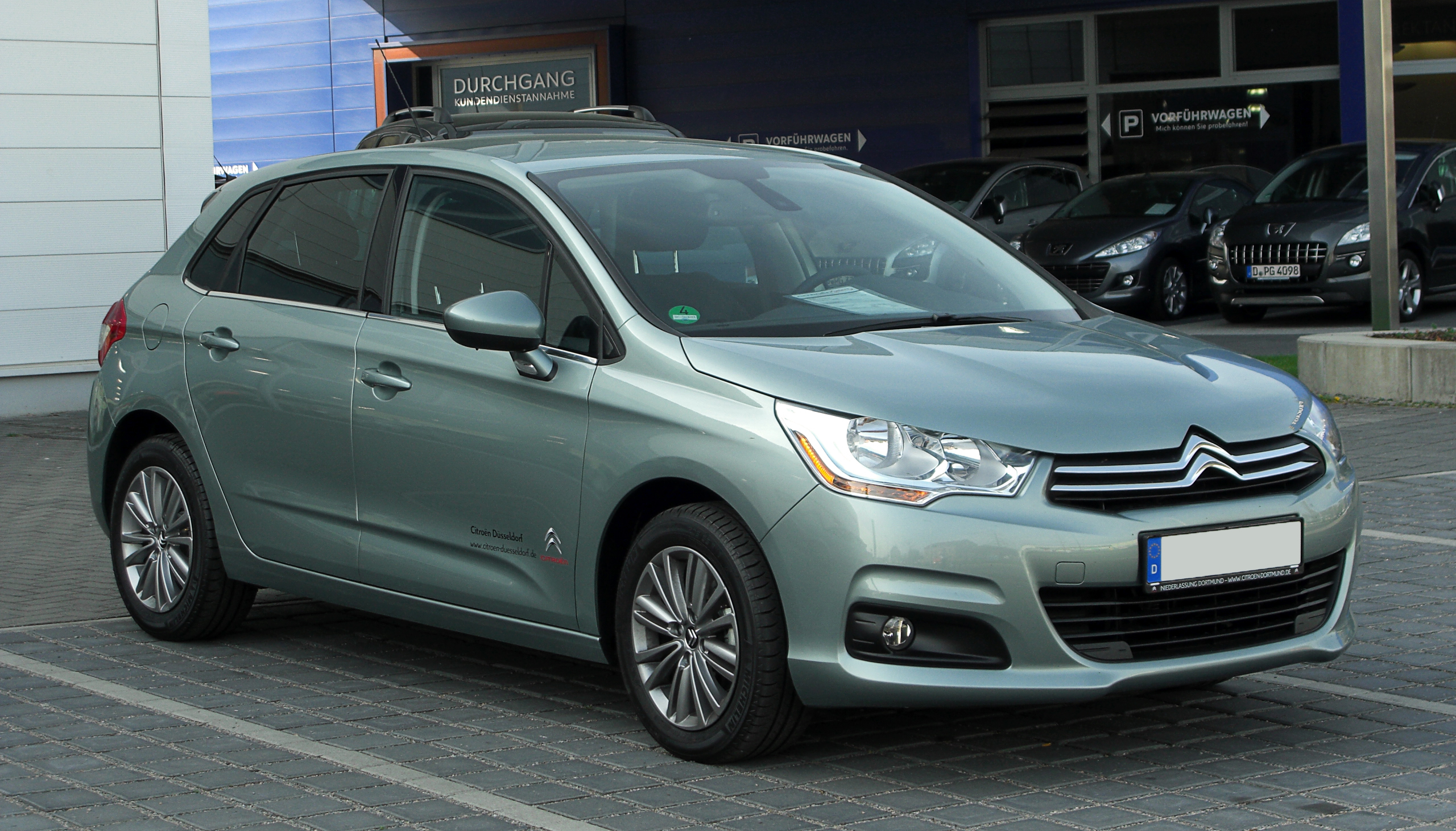
2세대 (B7, 2010~2020)
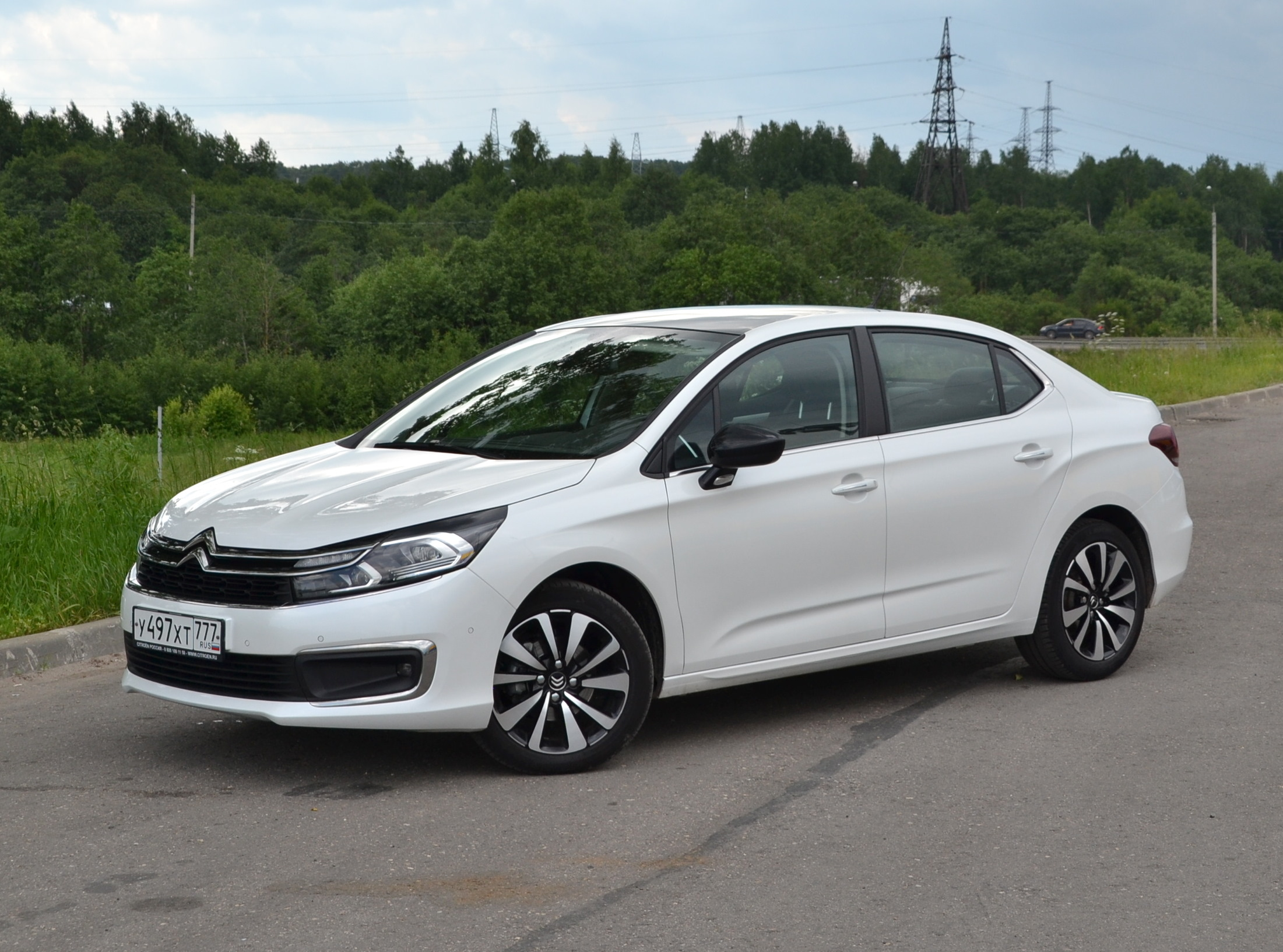
2세대 부분변경
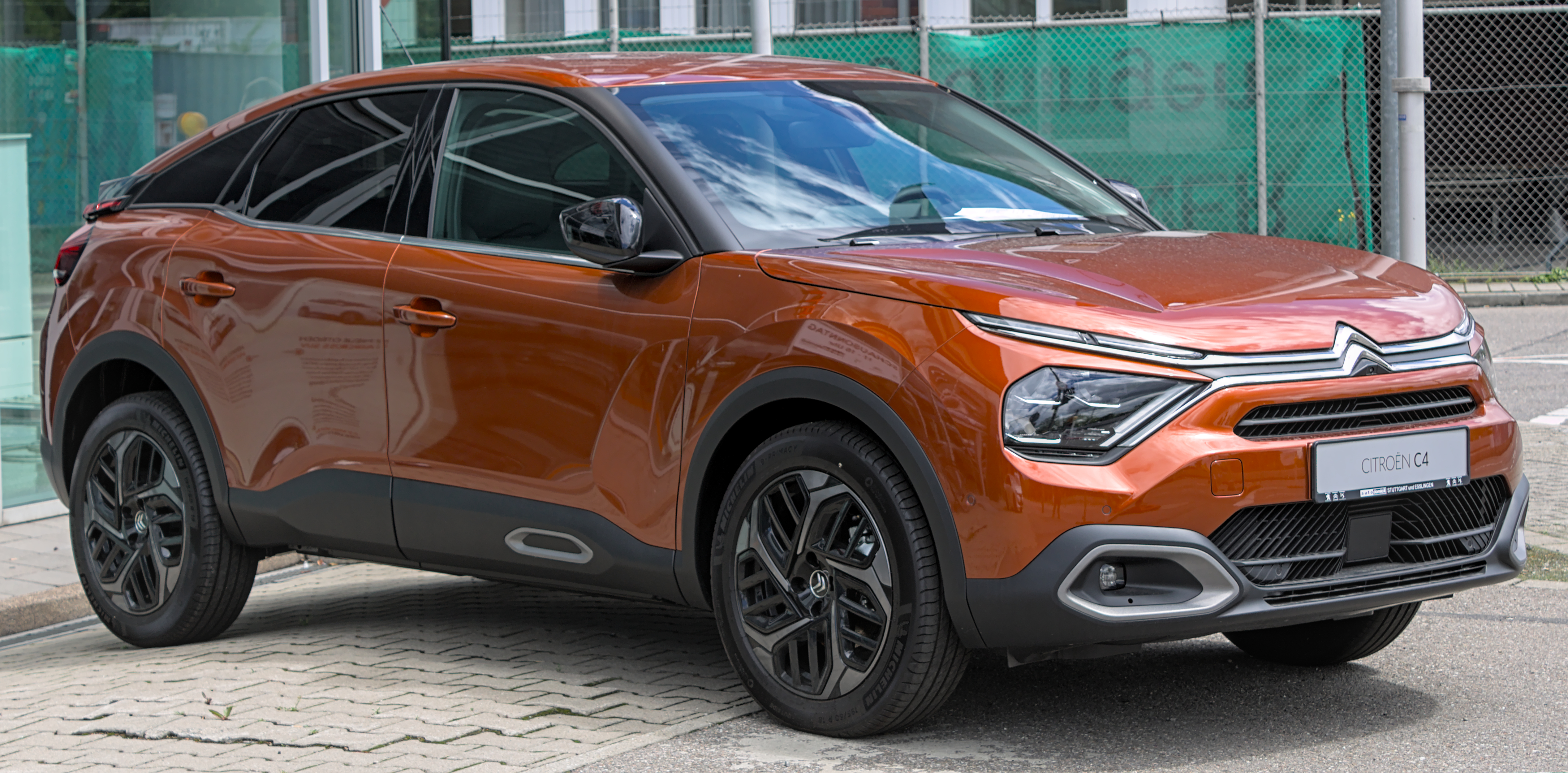
3세대 (C41, 2020~)